# The Spirit of England
The Spirit of England, Op. 80, è un'opera per coro, orchestra e soprano/tenore in tre movimenti composta da Edward Elgar tra il 1915 e il 1917, ambientata su un testo dall'antologia di poesie di Laurence Binyon del 1914 The Winnowing Fan. L'opera rappresenta un requiem per i morti della prima guerra mondiale ed è dedicata "alla memoria dei nostri uomini gloriosi, con un pensiero speciale per i Worcester".

## Storia
Il primo dei poemi di Binyon usati da Elgar fu pubblicato entro una settimana dall'ingresso della Gran Bretagna nella prima guerra mondiale. Il suo titolo, "The Fourth of August" ("Il quattro di agosto"), segna la data della dichiarazione di guerra alla Germania. Il secondo, "To Women" ("Alle donne"), e il terzo, "For the Fallen" ("Per i caduti"), furono scritti prima della fine del 1914, dopo che le truppe britanniche avevano subito la prima di molte grandi perdite durante il conflitto.
Elgar diresse il secondo e il terzo movimento a Leeds nel 1916. Il lavoro completo fu eseguito per la prima volta a Birmingham il 4 ottobre 1917, dal soprano Rosina Buckman, con Appleby Matthews alla direzione del suo coro e la New Beecham Orchestra.
Una versione ridotta di "For the Fallen", chiamata "With Proud Thanksgiving", fu cantata alla presentazione del nuovo Cenotafio a Whitehall l'11 novembre 1920.

## Movimenti
1. The Fourth of August – Moderato e maestoso – Sol maggiore
2. To Women – Moderato – La bemolle maggiore
3. For the Fallen – Solenne – La minore

## Accoglienza
Il critico, anonimo, del The Times dell'epoca scrisse che la nuova opera di Elgar "contiene alcuni dei suoi lavori più vigorosi e stimolanti, se non dei suoi più ispirati". Guardando il lavoro dal punto di vista degli anni '80, Edward Greenfield scrisse del suo "sfidare magnificamente i pericoli dei bombardamenti della guerra".
In uno studio del 2007 su Elgar, Rachel Cowgill notava che studiosi tra cui Jerrold Northrop Moore e Donald Mitchell classificano The Spirit of England come una delle "opere imperialiste" di Elgar. La Cowgill commenta che musicalmente Elgar sembra rispondere in una tale vena, "con melodie espansive e aspirazionali costruite attorno a salti ascendenti e sequenze crescenti nei pieni corali e orchestrali, contrassegnati grandioso, nobilmente, e sonoramente". Ma a suo avviso uno scrittore precedente, Basil Maine, distingue correttamente tra il tono di The Spirit of England e quello di altre opere imperialiste di Elgar: "Il concetto è grandioso, ma non come lo sono le Marce Pomp and Circumstance. Procede con altrettanto splendore, ma con una deliberazione più austera".